# Згура, Владимир Васильевич

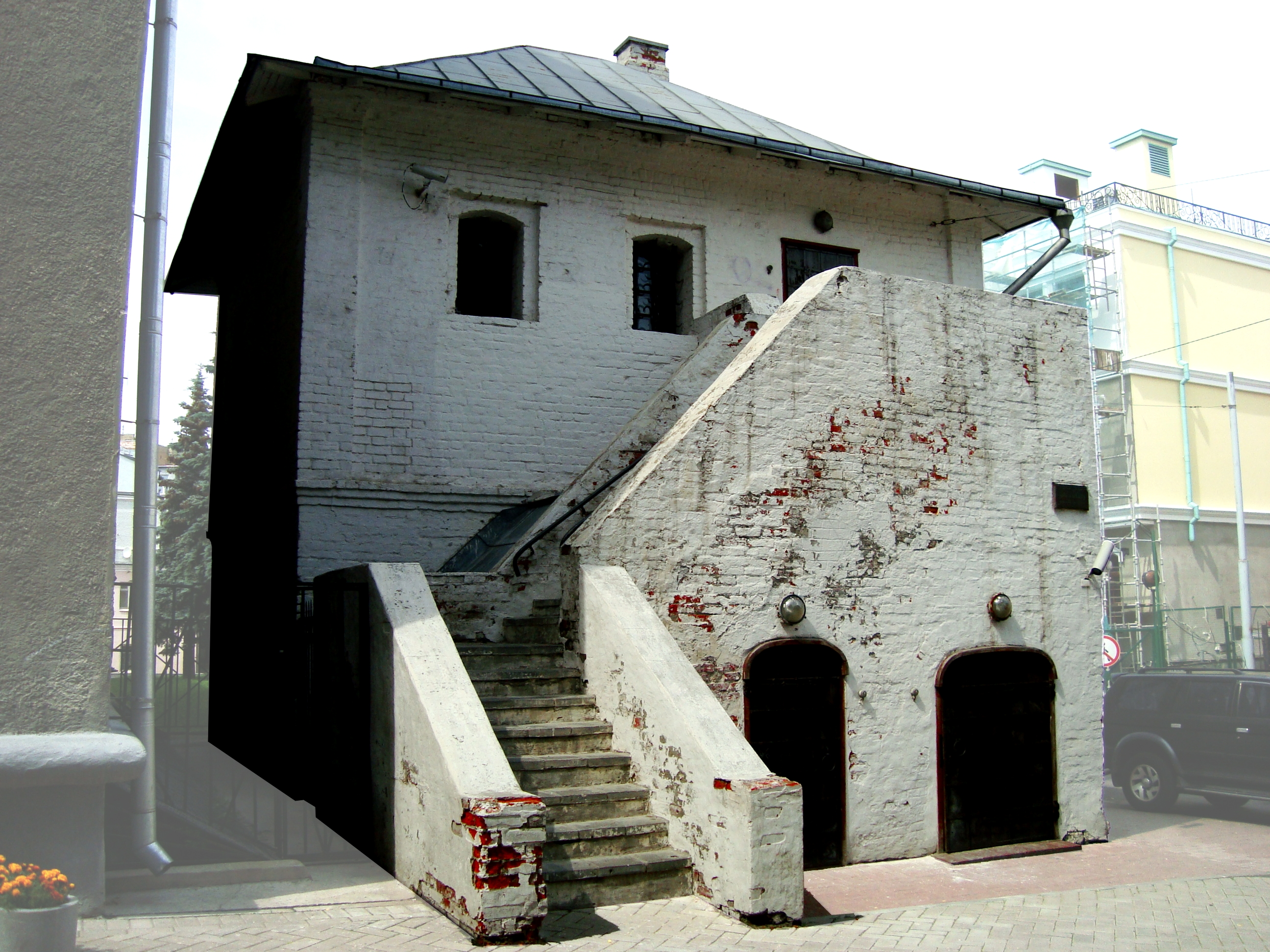
«Башня Згуры», Москва, Чертольский переулок. Дом, в котором с осени 1924 года снимал квартиру В. В. Згура.

Влади́мир Васи́льевич Згу́ра (27 марта [9 апреля] 1903, Курган, Тобольская губерния — 17 сентября 1927, Феодосия, Крымская АССР) — советский искусствовед, историк, москвовед. Основатель и первый председатель (с 1922 до 1927) ОИРУ — Общества изучения русской усадьбы.

## Биография
Родился 17 февраля, 27 марта или 3 апреля 1903 года в городе Кургане Курганского уезда Тобольской губернии, ныне административный центр Курганской области. Отец Василий Герасимович Згура (1865—1924), губернский предводитель оренбургского дворянства; мать Александра Гавриловна Згура (урождённая Макиевская-Зубок, 1878—1935). В 1913 году семья переехала из Сибири в Москву.
С детства увлекался музыкой, живописью, играл на фортепиано и сам сочинял музыкальные пьески; обладал феноменальной памятью.
В 1917 году записался в народный университет имени А. Л. Шанявского, где слушал лекции искусствоведа Бориса Николаевича фон Эдинга, а также Б. Р. Виппера и В. Г. Сахновского.
В 1920 году окончил гимназию «Общества педагогов и родителей в Москве» С. Ростовцева, где ещё во время учёбы занимался историческими исследованиями московской старины.
В годы разрухи и Гражданской войны жил с матерью, работая по совместительству в музейно-выставочном подотделе и в отделе санитарного просвещения Наркомздрава.
В 1919 году поступил в Московский археологический институт на отделение истории искусств. Учёбу в институте он совмещал с научной работой и с педагогической деятельностью – чтение лекций о Москве в гимназии Л.Ф.Ржевской. 
В 1920 году преподавал и в Сухановской школе-интернате для подростков, потерявших родителей в Первой мировой и гражданской войнах, находящейся в бывшем имении князей Волконских и по рекомендации искусствоведа и историка А. В. Чаянова был принят в Общество «Старая Москва».
В феврале 1921 года работал в комиссии по организации выставки «Москва в изображениях XVII – XVIII веков».
В 1922 году он окончил Московский археологический институт и стал научным сотрудником 2-го разряда (в то время так называли аспирантов) Научно-исследовательского института археологии и искусствознания (НИИАиИ).
22 декабря 1922 года, собрав единомышленников в своей квартире, организовал Общество изучения русской усадьбы, председателем которого он был единогласно избран 29 декабря.
С 1923 года работал в Российской академии художественных наук (РАХН): сначала научным сотрудником, потом учёным секретарём в Комиссии по изучению архитектуры. Одновременно он трудился научным сотрудником в Государственной академии истории материальной культуры, читал лекции в Московском архитектурном обществе, в научных учреждениях Петрограда, в том числе в Российском институте истории искусств. 
В 1923—1924 учебном году читал лекции в Тверском педагогическом институте, в 1925 году читал лекции по русскому, западному искусству и литературе курсах Московского губернского Совета профсоюзов (МГСПС).
Осенью 1926 года начались занятия на учебных Историко-художественных курсах ОИРУ (первые в России подобные курсы при общественной организации), созданных по инициативе Згуры. Одновременно с работой на курсах ОИРУ выступал с общедоступными научно-популярными лекциями, в том числе в фабричных и заводских клубах. Одновременно он работал в музее «Старая Москва», был секретарем подсекции эволюции художественной формы и Комиссии архитектуры Государственной академии художественных наук (ГАХН), преподавал в Тверском педагогическом институте и на курсах Московского губернского Совета профсоюзов.
16 июня 1927 года успешно защитил кандидатскую диссертацию на тему: «Проблемы и памятники, связанные с В. И. Баженовым», которая в следующем году была издана отдельной книгой.
В возрасте 24 лет 17 сентября 1927 года трагически погиб, находясь в отпуске в Крыму (утонул в Чёрном море вблизи Феодосии). Подробности его смерти так и остались неизвестны. Причиной смерти, по разным предположениям, считали сердечный приступ , либо двух-трёхбалльные отголоски разрушительных Крымских землетрясений 1927 года.
Был похоронен на Семёновском кладбище в Москве, рядом с могилой отца, а после его закрытия 25 октября 1935 года прах погребённого был перенесён на Преображенское кладбище (участок № 12). 
13 июня 2014 года члены современного Общества изучения русской усадьбы закрепили черную гранитную плиту с гравировкой «Згура Владимир Васильевич (1903—1927). Искусствовед» на ограде семейного захоронения.

## Труды
Первые труды Владимира Згуры, посвященные истории русской архитектуры XVIII – начала XIX в., опубликованы в 1923 году.
За свою недолгую жизнь успел издать восемь книг и опубликовать более пятидесяти статей по различным темам, оставив после себя большой архив ценных рукописных трудов.
В 2016 году впервые были опубликованы дневниковые записи В. В. Згуры, которые он вел в 1914—1921 годах.

### Книги
Прижизненные издания
- Згура В. В. Общество изучения русской усадьбы. — М.: 39-я тип. „Мосполиграф“, 1923. — 12 с.[8]
- Згура В. В. Старые русские архитекторы / Ред. П. П. Муратова. — М.-Пг.: Гос. изд. „Мосполиграф“, 16-я тип., 1923. — 62 с. — (Искусство. Вып. 9).[9]
- Згура В. В. Кусково. — М.—Л.: Гос. изд., 1925. — 105 с.[10]
- Згура В. В. Царицыно. — М.—Л.: Гос. изд., Нотопечатня, 1925. — 98 с.[11]
- Згура В. В. Монументальные памятники Москвы. Путеводитель. — М.: Изд-во Моск. коммунального хозяйства, 1926. — 60 с.[12]
- Греч А. Н., Згура В. В. Подмосковные музеи. Путеводитель. — М.: Изд-во Моск. коммунального хозяйства, 1926. — 44 с.[13]

Посмертные издания
- Згура В. В. Коломенское. Очерк художественной истории и памятников.. — М.: О.И.Р.У. тип. к-ва „Наука и просвещение“, 1928. — 74 с. — 700 экз.[14][15]
- Згура В. В. Проблемы и памятники, связанные с В. И. Баженовым. — Казань: полиграфшкола им. А.В. Луначарского в Казани, 1928. — 164 с.[16]
- Згура В. В. Китайская архитектура и её отражение в Западной Европе / Предисловие Б. Денике. — М.: РАНИОН „Интернациональная“ (39-я) тип. „Мосполиграф“, 1929. — 45 с. — 1000 экз.[17]
- Згура В. В. Дневниковые записи. 1914—1921 / Сост. Г.Д. Злочевский, А.В. Маштафаров. — М.: Минувшее, 2016. — 329 с. — 1000 экз. — ISBN 978-5-905-901-22-5.

### Статьи
- Згура В. В. Проблемы и историческая схема русского барокко // Барокко в России / Под ред. А. И. Некрасова. — М., 1926. — С. 13—42.
- Згура В. В. Храм—мавзолей в селе Суханово: К истории русского ампира // Сборник ОИРУ. Вып. 6—8. — М., 1927. — С. 58—80.
- Згура В. В. Общество изучения русской усадьбы // Русская усадьба: Сборник ОИРУ. Вып. 4 (20). — М., 1998. — С. 17-22.